# Caprimulgus eximius
El chotacabras dorado o chotacabra dorada (Caprimulgus eximius) es una especie de ave caprimulgiforme  de la familia de los chotacabras (Caprimulgidae).
Se puede encontrar en los siguientes países: Chad, Mali, Mauritania, Níger, Nigeria, Senegal y Sudán.